# Udurlije
Udurlije su naseljeno mjesto u općini Bugojno, Federacija Bosne i Hercegovine, BiH.

## Povijest
U povijesnim izvorima navodi se i kao Hudurlije.
Selo je stradalo u bošnjačko-hrvatskom sukobu. Tijekom bitke za Bugojno, 26. srpnja 1993. iz sela Udurlija, Luga, Čaušlija, Bristova, Rosulja, Kule i Vučipolja, Hrvati su se okupili u Crniču, odakle su preko sela Mračaja i Kupresa pošli ka Hercegovini, Hrvatskoj i dalje u svijet. Nakon bitke Udurlije su potpuno uništene.

## Stanovništvo

### Popisi 1971. – 1991.
| Udurlije           |              |              |              |
| godina popisa      | 1991.        | 1981.        | 1971.        |
| Hrvati             | 697 (93,30%) | 559 (95,22%) | 267 (91,43%) |
| Muslimani          | 28 (3,74%)   | 19 (3,23%)   | 25 (8,56%)   |
| Srbi               | 6 (0,80%)    | 2 (0,34%)    | 0            |
| Jugoslaveni        | 5 (0,66%)    | 1 (0,17%)    | 0            |
| ostali i nepoznato | 11 (1,47%)   | 6 (1,02%)    | 0            |
| ukupno             | 747          | 587          | 292          |

### Popis 2013.
| Udurlije           |              |
| godina popisa      | 2013.        |
| Hrvati             | 275 (92,91%) |
| Bošnjaci           | 19 (6,42%)   |
| Srbi               | 2 (0,68%)    |
| ostali i nepoznato | 0            |
| ukupno             | 296          |